# Hans Hinrich Rundt

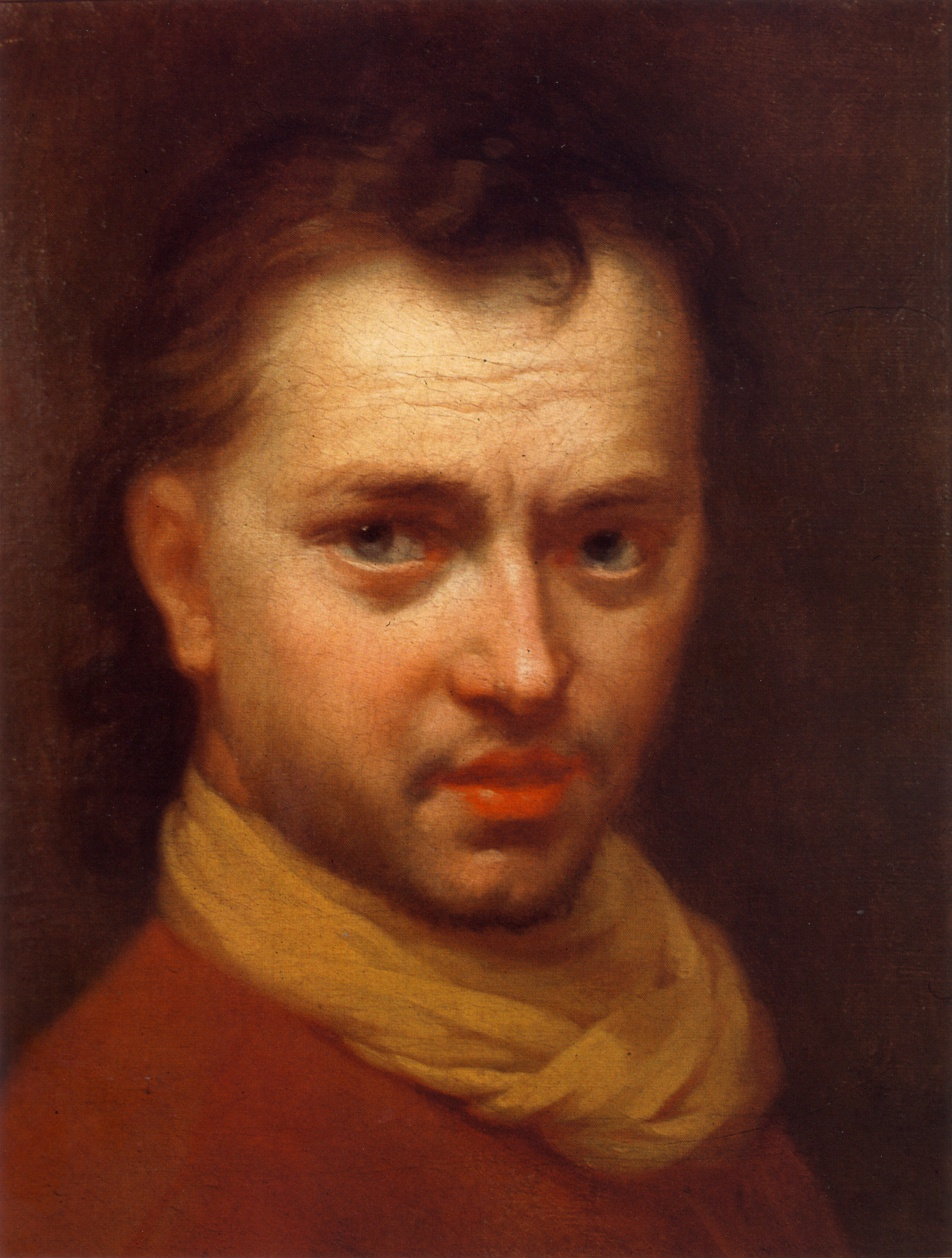
Selbstbildnis, 1697

Hans Hinrich Rundt (* um 1660; † um 1750(?)), in älteren Werken auch Johann Rundt genannt, war ein Maler des norddeutschen Barock, der vor allem durch seine Arbeiten für das Haus Lippe und den norddeutschen Adel Bekanntheit erlangte.

## Leben und künstlerischer Stil
Die präzisen Lebensdaten und die Herkunft von Rundt sind unbekannt. Hans Hinrich Rundt erwähnt in einem seiner zahlreichen überlieferten Briefen, dass er 1684 in Amsterdam war. Die tradierte Annahme, dass er dort Schüler des Malers Gerard de Lairesse war, konnte auch durch jüngste Forschungen nicht verifiziert werden, jedoch weist sein reifer Spätstil Merkmale der klassizistischen Kunst des De Laraisse auf.
Die ältesten Nachweise zu ihm sind Taufbucheintragungen in Hamburger Hauptkirchen: am 18. Mai 1687 wurde in der Hamburger Kirche St. Nikolai; seine Tochter Susanne Catharina Rundt getauft, am 19. Dezember 1688 in St. Jacobi sein Sohn Gottfried Nicolaus Rundt. Diese Einträge enthalten beide seinen vollen Namen Hans Hinrich Rundt, somit findet sich in diesen in direktem zeitgenössischen Bezug zu ihm stehenden Dokumenten der ihm später beigegebene Vorname ‚Johann‘ nicht.
Am 11. November 1692 beantragte Rundt die Zulassung zum Bürgerrecht in Hamburg, das Zulassungsgeld bezahlte er in Raten bis zum 18. August 1700.
Auf die Zeit von 1698 bis 1720 lassen sich Rundts Kontakte zum Haus Lippe datieren. 112 Briefe, die er viele Jahre überwiegend Christoph Leineweber, dem Landrezeptor Graf Friedrich Adolfs, geschrieben hat, sind noch erhalten. Diese Briefe sind die nahezu einzige, wenn auch umfangreiche Quelle zu Details seiner Vita und seines Œuvres. 1698 begann auch seine Arbeit als Maler am Hofe in Detmold, festzuhalten ist jedoch, dass Rundt im engeren Sinne kein Hofmaler mit Anwesenheitspflicht etc. war, sondern weiterhin seinen Wohnsitz in Hamburg hatte und dort freischaffend zahlreiche Aufträge erledigte. In den folgenden Jahren pendelte Rundt zwischen Hamburg und Detmold, wobei er für das Haus Lippe nicht nur als Maler tätig war, sondern auch Besorgungen in Hamburg machen musste.
Wie sich an den erhaltenen Werken ablesen lässt führte das Arbeiten für den Hof in Detmold ab 1700 zu einer Veränderung seines künstlerischen Stils. Dokumentiert sein Bildnisgemälde des  Rudolf August von Braunschweig-Wolfenbüttel noch exemplarisch seinen in den 1690er Jahren gepflegten eher niederländisch-realistischen Stil mit trockenem Farbauftrag, so zeigen die Werke im neuen Jahrhundert einen luzideren, glänzenderen Farbauftrag mit einem helleren und auch bunteren Kolorit in lasierender Manier. Der stilistische Gesamteindruck ist nun eher ein aristokratisch idealisierender und nicht wie zuvor ein bürgerlich-sachlicher. Typisch für seinen Reifestil ist das repräsentative Kniestück des Friedrich Adolf zur Lippe-Detmold.

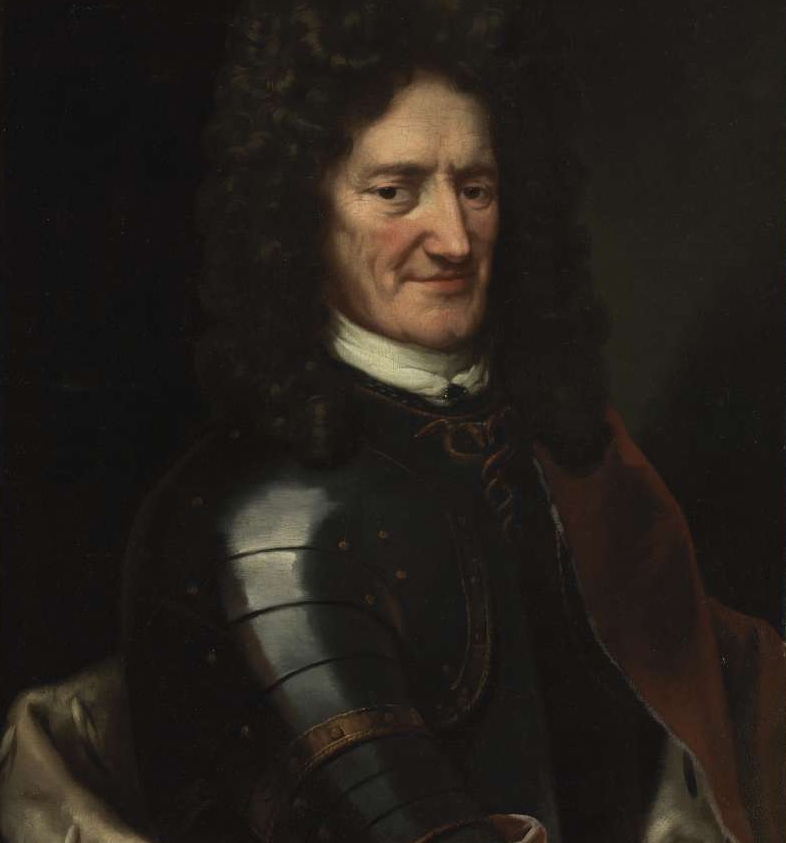
Bildnis des Herzogs Rudolf August von Braunschweig-Wolfenbüttel,
Gemälde vor 1700

Auch nach dem Tod Leinewebers im Juli 1713 wird im Briefwechsel, nun zwischen Rundt und dem Lippischen Grafen direkt, immer wieder deutlich, dass die Zahlungsmoral des gräflichen Hauses zu wünschen übrig ließ: Rundt forderte immer wieder teils über Jahre ausstehende Gelder ein. Dennoch bleibt er auch über den Tod Friedrich Adolfs dem Land Lippe verbunden, wird schließlich 1720 sogar zum Landbaumeister bestellt. Diese Aufgabe hat er aber offenbar nicht angetreten, und bald darauf reißen die Kontakte ab. Über die Zeit nach 1724 gibt es keine gesicherten Daten mehr.
Die überlieferte und vielfach wiederholte Annahme, dass er im Hospital zu Hamburg im Jahre 1750 verarmt starb wird in der Forschung teilweise als „Schätzung“ deklariert, jedoch finden sich bis heute selbst für diese als Mutmaßung geäußerte Behauptung keinerlei Belege bzw. die Unwahrscheinlichkeit wird nicht thematisiert, dass Rundt dann ein in jenem Jahrhundert sehr ungewöhnliches Alter von ungefähr 90 Jahre erreicht hätte. Man muss somit diese Behauptung immer noch als nicht verifiziert betrachten.

## Werke

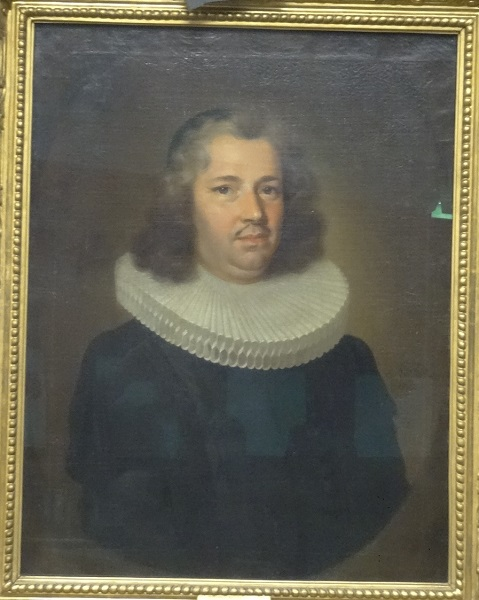
„Bildnis eines Geistlichen“, Öl auf Leinwand, Hans Hinrich Rundt, 1702

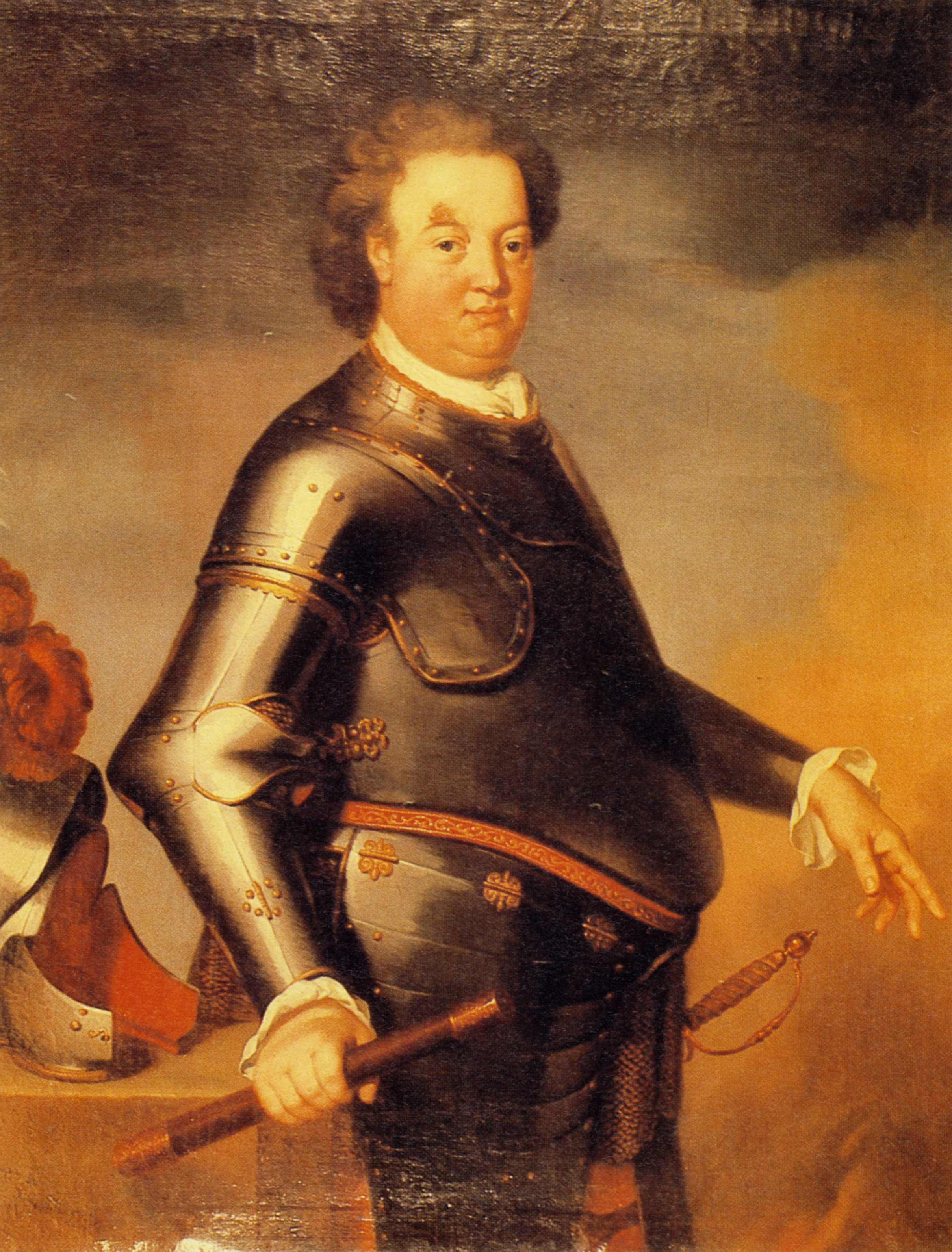
Bildnis des Grafen Friedrich Adolf Graf zu Lippe-Detmold,
Gemälde um 1703

Die frühesten Rundt zugeschriebenen Werke sind ein Stich für das Thesauros Exoticorum von Everhardus Guernerus Happelius aus dem Jahr 1688 sowie Stiche für den Anhang von Viel vermehrte Moscowitische und Persianische Reisebeschreibungen von Adam Olearius aus demselben Jahr. Die jüngsten Forschungen förderten noch erhaltene, aber durch die Forschung bis dato nicht rezipierte Werke Rundts zutage. Das früheste fotografisch dokumentierte Werk mit unbekanntem Verbleib ist nun ein Bildnis des Charles Broughton, eines Merchant Adventurers in Hamburg von 1689, das früheste örtlich fassbare eine Auferstehung Jesu Christi von 1690 im Nationalmuseum in Stockholm.
Das frühe repräsentative Bildnis des englischen Residenten in Hamburg, Paul Rycaut von 1691 in der Sammlung der Royal Society, London, stellt in Qualität und Anspruch wohl auch auf das Gesamtwerk Rundts bezogen ein Chef d’oeuvre dar.
Ein männliches Bildnis von 1697 ist höchstwahrscheinlich ein Selbstbildnis.
Für das Haus Lippe porträtierte er unter anderem Friedrich Adolf Graf zur Lippe und Amalie Gräfin zur Lippe (1698) sowie deren Kinder. Auch Simon Heinrich Adolf, Friedrich Adolfs Sohn aus erster Ehe und Thronfolger, ließ sich später von Rundt malen. Ab 1703 war Rundt eingebunden in das städtebauliche Projekt Friedrichstaler Kanal und 1705 in den Entwurf des Hauses Favorite, wobei ihm Malerei stets mehr lag als Architektur.
Neben den vielfach noch erhaltenen Porträts oder auch Raumausstattungen (Öl auf Leinwand) in Detmold war er auch in Hamburg vielfach tätig: so fertigte er zum Beispiel das noch erhaltene Epitaphbild Die Auferstehung Christi in der Hauptkirche St. Jacobi im Jahr 1713 an. Aus seinen Briefen lässt sich zudem rekonstruieren, dass er in seinem Hamburger Atelier zahlreiche Porträts adliger Personen anfertigte bzw. diese als Besucher empfing. Diese waren entweder in Hamburg ansässig oder besuchten die Hansestadt, gemein ist jedoch nahezu allen Dargestellten, dass sie sich im Zirkel der Besucher der Oper am Gänsemarkt oder auch im persönlichen Umfeld des Direktors dieser Institution, des Gerhard Schott bewegten: die hochprominente Aurora von Königsmarck und ihre Schwester Amalie Wilhelmine von Königsmarck gehörten zum Beispiel dazu und stellten ein Gutteil des Opernpublikums. Deutlich wird hiermit, dass in Hamburg nicht nur das kulturhistorisch bedeutende  erste deutsche bürgerliche Opernhaus mit ständigem Spielbetrieb des Gerhard Schott eines in Hamburg wohnhaften und auch angereisten adligen Publikums bedurfte, um monetär erfolgreich künstlerisch zu arbeiten; auch Bildende Künstler wie Hans Hinrich Rundt konnten sich nicht in Gänze auf bürgerliche Klienten verlassen und arbeiteten auswärts für einen adligen Kundenstamm: die  jüngeren Hamburger Künstler Balthasar Denner und Franz Werner Tamm machten vor allen Dingen außerhalb von Hamburg Karriere und hatten zudem einen umfangreichen adligen Kundenstamm. Aber Rundt gelang es auch innerhalb Hamburgs zahlreiche Adlige zu porträtieren, die Bekanntschaft mit seinem „alten freund“ Gerhard Schott mag ihm dabei geholfen haben: diese reisten zum Beispiel zu einem Opernereignis an und suchten sein Atelier auf, um dann dort einen Bildnisauftrag zu erteilen.
Eines der letzten überlieferten Gemälde, wohl aus dem Jahre 1724, von Hans Hinrich Rundt befindet sich in der Hamburger Kirche St. Petri, es zeigt ein Porträt des Johann Hanker. Das späteste und wegen des unbekannten Verbleibes nur durch eine Fotografie dokumentierte Werk ist ein ‚Garten Gethsemane‘ aus dem Jahre 1729.
Viele seiner Werke sind jedoch verloren gegangen oder zerstört.